# ستيوارت بلاكلي
ستيوارت بلاكلي (بالإنجليزية: Stuart Blakely)‏ هو متزحلق جبال الألب نيوزيلندي، ولد في 1956 في كرايستشرش في نيوزيلندا.

## وصلات خارجية
- ستيوارت بلاكلي على موقع أوليمبيديا (الإنجليزية)
- ستيوارت بلاكلي على موقع اللجنة الأولمبية النيوزيلندية (الإنجليزية)